# Cruéjouls
Cruéjouls est une ancienne commune française située dans le département de l'Aveyron, en région Occitanie, devenue, le 1er janvier 2016, une commune déléguée de la commune nouvelle de Palmas-d'Aveyron.

## Géographie

### Localisation
L'ancienne commune de Cruéjouls est située au nord-est de Rodez.

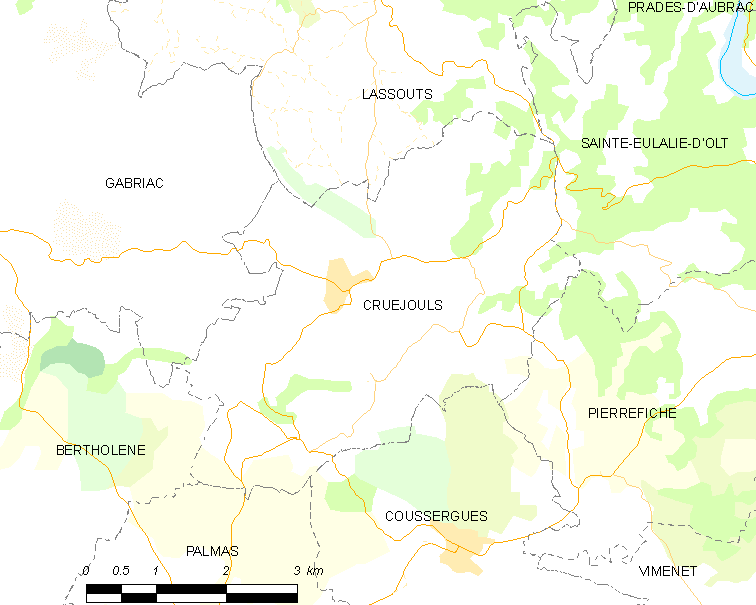
Situation de la commune

### Géologie et relief
Cruéjouls se situe en zone de sismicité 2 (sismicité faible).

### Hydrographie
- Rivière le Dourdou de Conques.

## Toponymie
Le nom de Cruéjouls semble trouver ses origines dans le vocabulaire celtique. Dans la toponymie française, le terme Ialon ou Ialos est présent dans des villes se finissant par « uéjols », qui signifie : clairière/espace découvert/terrain/zone de défrichement. D’après les informations collectées : Krodioialon = Cruéjouls = La clairière de Krodius.[réf. nécessaire]

## Histoire
- Cassaignoles était le chef lieu d'une des quatre châtellenies de Rouergue.

## Politique et administration
| Période                                  | Période   | Identité         | Étiquette    | Qualité                          |
| ---------------------------------------- | --------- | ---------------- | ------------ | -------------------------------- |
| janvier 2016                             | mars 2020 | Jean Paul Peyrac | DVD puis UDI | Cadre, maire de Palmas d'Aveyron |
| Les données manquantes sont à compléter. |           |                  |              |                                  |

| Période                                  | Période       | Identité         | Étiquette    | Qualité                                                    |
| ---------------------------------------- | ------------- | ---------------- | ------------ | ---------------------------------------------------------- |
| mars 2001                                | décembre 2015 | Jean Paul Peyrac | DVD puis UDI | Cadre, conseiller général du canton de Laissac (2011-2015) |
| Les données manquantes sont à compléter. |               |                  |              |                                                            |

## Démographie
L'évolution du nombre d'habitants est connue à travers les recensements de la population effectués dans la commune depuis 1793. À partir du 1er janvier 2009, les populations légales des communes sont publiées annuellement dans le cadre d'un recensement qui repose désormais sur une collecte d'information annuelle, concernant successivement tous les territoires communaux au cours d'une période de cinq ans. 
Pour les communes de moins de 10 000 habitants, une enquête de recensement portant sur toute la population est réalisée tous les cinq ans, les populations légales des années intermédiaires étant quant à elles estimées par interpolation ou extrapolation. Pour la commune, le premier recensement exhaustif entrant dans le cadre du nouveau dispositif a été réalisé en 2005,.
En 2013, la commune comptait 422 habitants, en évolution de +1,93 % par rapport à 2008 (Aveyron : +0,58 %, France hors Mayotte : +2,49 %).
| 1793 | 1800 | 1836  | 1841  | 1846  | 1851 | 1856 | 1861 | 1866 |
| ---- | ---- | ----- | ----- | ----- | ---- | ---- | ---- | ---- |
| 967  | 893  | 1 796 | 1 072 | 1 049 | 960  | 923  | 847  | 960  |

| 1872 | 1876  | 1881 | 1886 | 1891 | 1896 | 1901 | 1906 | 1911 |
| ---- | ----- | ---- | ---- | ---- | ---- | ---- | ---- | ---- |
| 944  | 1 000 | 924  | 854  | 850  | 826  | 713  | 611  | 636  |

| 1921 | 1926 | 1931 | 1936 | 1946 | 1954 | 1962 | 1968 | 1975 |
| ---- | ---- | ---- | ---- | ---- | ---- | ---- | ---- | ---- |
| 621  | 586  | 519  | 563  | 562  | 491  | 469  | 443  | 411  |

| 1982 | 1990 | 1999 | 2005 | 2010 | 2013 | - | - | - |
| ---- | ---- | ---- | ---- | ---- | ---- | - | - | - |
| 364  | 325  | 371  | 417  | 417  | 422  | - | - | - |

## Culture locale et patrimoine

### Patrimoine préhistorique et antique
La Direction des Antiquités Historiques et Préhistoriques, ainsi que l’Association pour la sauvegarde du patrimoine Archéologique Aveyronnais ont permis de localiser les sites au point de vue archéologique : vestiges gallo-romains du Puech de Briounas, site préhistorique au nord du lieu-dit Prionde, dolmens et grotte de Gratte-Paille, chemin Ferré qui relève de l’époque gallo-romaine.

### Patrimoine civil
Le château de Cruéjouls, XVe siècle, relevait au départ de la baronnie de Calmont d’Olt, mais changea de nombreuses fois de propriétaires, au fil des siècles. Bourgeois d’Espalion, trésorier général de France, avocat, succéda dans cette demeure, après avoir subi les affres de la guerre (de religion entre autres). Le château devint, en 1930, une école libre de filles, propriété de la communauté religieuse des sœurs minimes du Saint-Cœur de Marie. Il a été vendu à un particulier en 2007. Le Château du Caylaret (ou Cayla) date du XVe et XVIe siècles. Il a été restauré en 1920. On remarque le donjon rectangulaire à machicoulis et la tourelle circulaire de l’escalier.

### Patrimoine religieux
Inscrit MH (1928)
L’abside romane de l’église Saint-Laurent date du XIIe siècle, la nef du XVe siècle est gothique.

### Patrimoine rural
La commune est riche en petit patrimoine rural : fontaine de Cruéjouls, du Moulinou, de Briounas, four à pain communal, lavoir, sol de battage.

### Personnalités liées à la commune
- Julie Chauchard (1793-1872) en religion Marie du Bon Pasteur, fondatrice des Sœurs Minimes du Saint Cœur de Marie, née et morte à Cruéjouls.
- Maxime Vivas (1942) écrivain et cyber-journaliste français, né à Cruéjouls.